# Tornow (Fürstenberg/Havel)
Tornow ist ein Ortsteil der Stadt Fürstenberg/Havel im Norden des Landes Brandenburg (Landkreis Oberhavel). Zum Gebiet des Ortsteils gehört teilweise der Große Wentowsee. Bis 1950 gehörte Tornow zu Mecklenburg.

## Geschichte
Der Ort wurde im Jahre 1318 erstmals erwähnt und bedeutet im Slawischen „Dornbusch“. Ursprünglich war Tornow als Angerdorf angelegt. Mittlerweile ist es ein Straßendorf geworden. Zum 1. Juli 1950 wurde die Gemeinde Tornow zusammen mit den anderen Orten des Fürstenberger Werders aus dem mecklenburgischen Landkreis Neustrelitz in den brandenburgischen Landkreis Templin umgegliedert. Ab 1952 gehörte sie zum Kreis Gransee des Bezirks Potsdam.
Tornow wurde am 26. Oktober 2003 nach Fürstenberg/Havel eingemeindet.

## Bevölkerungsentwicklung
| Jahr | Einwohner |
| ---- | --------- |
| 1875 | 164       |
| 1890 | 98        |
| 1925 | 226       |
| 1933 | 235       |
| 1939 | 229       |

| Jahr | Einwohner |
| ---- | --------- |
| 1946 | 526       |
| 1950 | 524       |
| 1964 | 345       |
| 1971 | 345       |
| 1981 | 270       |

| Jahr | Einwohner |
| ---- | --------- |
| 1985 | 258       |
| 1989 | 240       |
| 1990 | 231       |
| 1991 | 219       |
| 1992 | 218       |

| Jahr | Einwohner |
| ---- | --------- |
| 1993 | 223       |
| 1994 | 217       |
| 1995 | 218       |
| 1996 | 230       |
| 1997 | 223       |

| Jahr | Einwohner |
| ---- | --------- |
| 1998 | 223       |
| 1999 | 223       |
| 2000 | 232       |
| 2001 | 221       |
| 2002 | 210       |

Gebietsstand des jeweiligen Jahres

## Kultur und Sehenswürdigkeiten

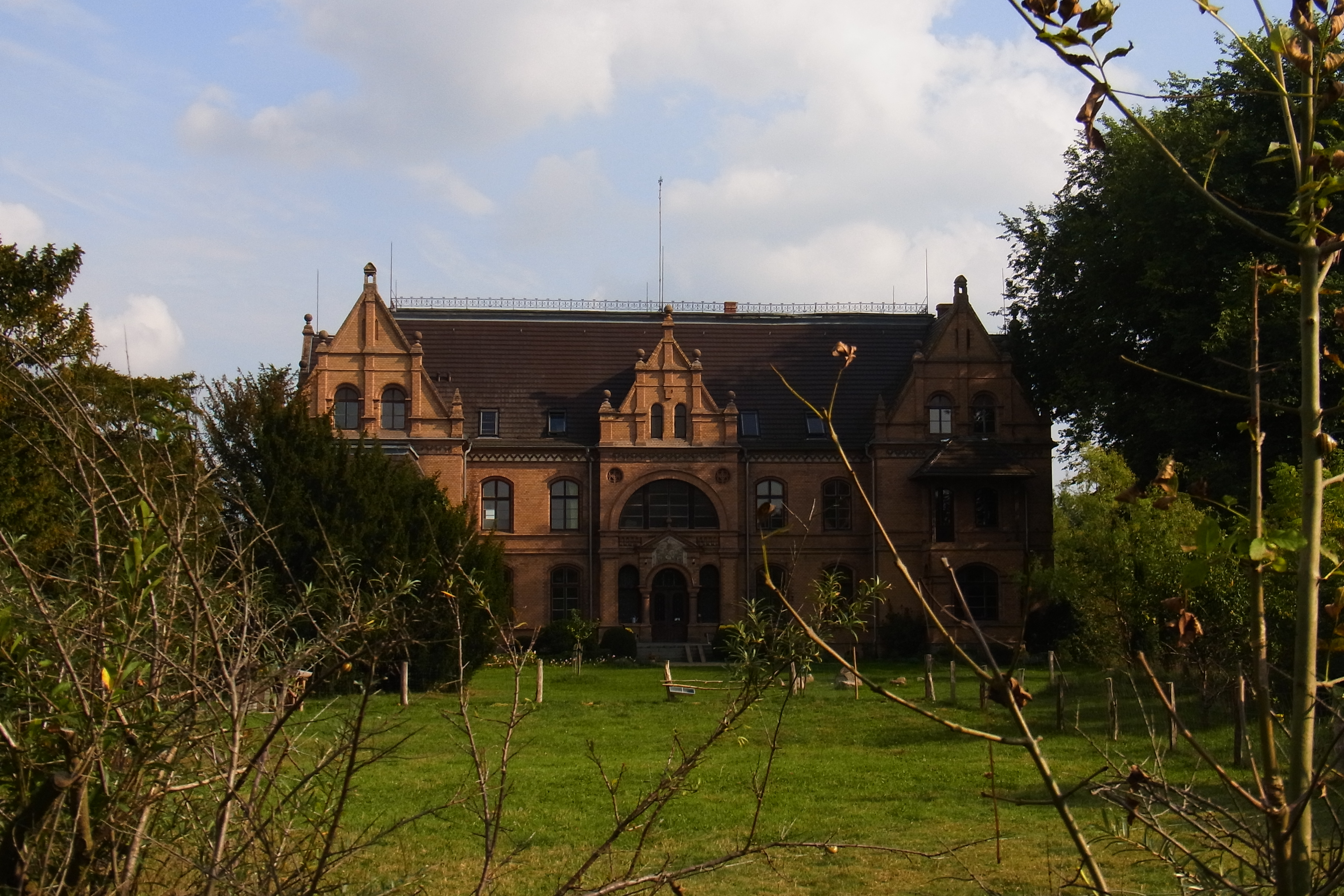
Herrenhaus heute: Ökowerk Schloss Tornow

Nachdem die aus dem 13. Jahrhundert stammende mittelalterliche Dorfkirche mehrmals abgebrannt war, wurde sie in den Jahren 1837/1838 im neugotischen Stil erneuert. Die Gestaltung des Kirchturms erinnert an die nach Plänen von Karl Friedrich Schinkel errichtete Friedrichswerdersche Kirche und wird dem Architekten Friedrich Wilhelm Buttel zugeschrieben. Der Kirchhof ist mittlerweile eine als Weidefläche genutzte Wiese, die Kirche wurde 2013 an einen privaten Eigentümer verkauft.
Tornow war bis 1945 ein Gutsdorf, über Jahrhunderte befand es sich im Besitz der Familie von Buch, seit 1554. Die aus der Mark Brandenburg stammende Familie erhielt nach einhundertjähriger Angesessenheit in Mecklenburg ihre Indigenatrechte. Das erste nachweisbare Herrenhaus brannte 1726 ab, es wurde nach 1883 abgerissen. Zuvor war das neue, bis heute erhaltene Herrenhaus errichtet worden. Die Pläne für den stattlichen neugotischen Bau gehen auf den damaligen Strelitzer Hofbaumeister Georg Daniel zurück. Namhafter Gutsbesitzer war der Rittmeister August von Buch (1855–1910), der seine Laufbahn auf der Ritterakademie am Dom zu Brandenburg begann und Rechtsritter des Johanniterordens war.  Nachfolger auf Tornow wurden nach dem Genealogischen Handbuch des Adels Adolf-Friedrich von Buch (1864–1941), verheiratet mit Margarethe von Bar, und dann deren gleichnamiger Sohn Adolf Friedrich von Buch (1900–1945). Der umfangreiche Güterkomplex Tornow als Lehngut mit Ringsleben, neu Tornow und Neubau beinhaltete gesamt 2550 ha Fläche. Im Mittelpunkt des Gutsbetriebes stand die Schafsviehwirtschaft. Dem Gut standen 64 Pferde zur Verfügung. Der größte Flächenteil bestand aus den 1300 ha Forsten.
Nach 1945 wurde das Schloss für Flüchtlinge aus den ehemaligen deutschen Gebieten genutzt, die im Schloss untergebracht wurden. Anschließend, im Staatseigentum der DDR, wurde es u. a. als Kornkammer genutzt. In den Folgejahren war geplant, das Schloss als Erholungsort für die LPG auszubauen, was jedoch nie umgesetzt wurde.
Das Herrenhaus dient seit 1993 als nichtstaatliche Bildungsstätte mit Übernachtungsmöglichkeiten (www.schloss-tornow.de). In der Nachbarschaft (Scheunengebäude) hat die Templerkomturei Tornow ihren Sitz. Noch während der Instandsetzung wurde es zu einem Schauplatz des Roadmovies Wir können auch anders … von Detlev Buck.
An der Straße nach Blumenow steht die Straßeneiche mit einem Brusthöhenumfang von 7,80 m (2016).

## Persönlichkeiten

### In Tornow geboren
- Friedrich Wilhelm von Arnim (1715–1761), preußischer Offizier
- Joachim Christian Timm (1784–1853), Soldat